# What If I Told You That I Love You
What If I Told You That I Love You è un singolo del cantante canadese Ali Gatie, pubblicato il 23 gennaio 2020 come primo estratto dal secondo EP The Idea of Her.

## Video musicale
Il video musicale, diretto da Justin Abernethey, è stato reso disponibile il 3 marzo 2020.

## Tracce
Testi e musiche di Ali Gatie, Danny Schofield e Samuel Wishkoski.
Download digitale
1. What If I Told You That I Love You – 3:13

Download digitale – Don Diablo Remix
1. What If I Told You That I Love You (Don Diablo Remix) – 2:37

Download digitale – Vanboii Remix
1. What If I Told You That I Love You (Vanboii Remix) – 4:40

## Formazione
Musicisti
- Ali Gatie – voce, tastiera, programmazione
- DannyBoyStyles – tastiera, programmazione
- Sam Wish – tastiera, programmazione

Produzione
- Ali Gatie – produzione
- DannyBoyStyles – produzione
- Sam Wish – produzione
- Joe Gallagher – produzione vocale, ingegneria del suono, missaggio
- Ryan Dulude – assistenza all'ingegneria del suono
- Chris Gehringer – mastering

## Classifiche

### Classifiche settimanali
| Classifica (2020) | Posizione massima |
| ----------------- | ----------------- |
| Australia         | 46                |
| Austria           | 8                 |
| Belgio (Fiandre)  | 54                |
| Belgio (Vallonia) | 73                |
| Canada            | 34                |
| Danimarca         | 18                |
| Francia           | 172               |
| Germania          | 8                 |
| Grecia            | 67                |
| Irlanda           | 49                |
| Lettonia          | 74                |
| Lituania          | 63                |
| Norvegia          | 16                |
| Paesi Bassi       | 22                |
| Portogallo        | 47                |
| Regno Unito       | 57                |
| Repubblica Ceca   | 35                |
| Singapore         | 19                |
| Slovacchia        | 51                |
| Stati Uniti       | 95                |
| Svezia            | 29                |
| Svizzera          | 4                 |

### Classifiche di fine anno
| Classifica (2020) | Posizione |
| ----------------- | --------- |
| Canada            | 81        |
| Portogallo        | 137       |
| Svizzera          | 87        |